# Barbara Kay Bracher
Barbara Kay Bracher (Houston, Texas; 27 de diciembre de 1955-Arlington, Virginia; 11 de septiembre de 2001), más conocida como Barbara Olson, fue una comentarista estadounidense que trabajaba para Fox News Channel y CNN, entre otros.
Fue una pasajera del vuelo 77 de American Airlines y murió en los atentados del 11 de septiembre.